# Charles Zehren
Charles Zehren, né le 10 octobre 1910 à Hayange (district de Lorraine) et mort le 8 octobre 2005 à Algrange (Moselle), est un footballeur français. Son poste de prédilection était défenseur. Il ne compte qu'une sélection en équipe de France de football, France-Belgique à Colombes en 1936. Il fut aussi international B et Militaires.

## Biographie
Charles Zehren était un défenseur de devoir, dur comme du roc avec un fort caractère, il souffrit de la concurrence de l'inamovible Étienne Mattler. Son palmarès international n'est que d'une seule sélection prise au joueur de Sochaux. 
Il a travaillé dès l'âge de 13 ans comme apprenti mineur avant d'être conducteur de machines puis chef de train (accrocheur). Il signe professionnel en 1933 au FC Metz, gagnant alors 900 francs par mois (un ouvrier d’usine gagne 250 francs à cette époque).
Pendant la Guerre, il est employé aux services des eaux de la ville de Metz. Mais, en 1943, son coéquipier Henri Nock et lui-même sont conscrits dans la Wehrmacht et ne peuvent échapper au front de l'est. Prisonniers au terrible camp russe de Tambov, ils parviendront à s’en sortir.
À la Libération, Charles Zehren retourne dans le milieu minier: il exerce la profession de contrôleur de wagonnets à la mine d’Hayange. Parallèlement, très affaibli physiquement, il ne joue plus mais entraînera différentes équipes amateurs de la région : Hayange, Bataville, Froidcul et Yutz.

## Clubs successifs
- 1933-1943 : FC Metz (123 matches, 3 buts)
- 1945-1946 : ESA Brive (entraîneur)

## Palmarès
- Une sélection en équipe de France de football, France-Belgique (1936).
- Finaliste de la Coupe de France 1938.